# Le Prestige St-Lois
Le Prestige St-Lois (né le 17 avril 1999) est un cheval hongre bai du stud-book Selle français, monté en saut d'obstacles par Kevin Staut, puis par Romain Duguet. C'est un fils de Quidam de Revel et d'une mère par Grand Veneur.

## Histoire

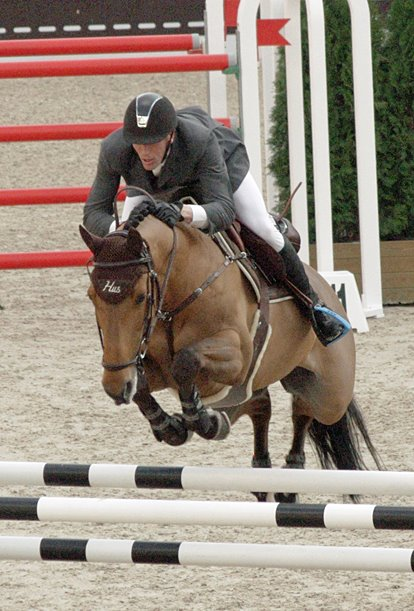
Le Prestige St-Lois mont par Kevin Staut au saut Hermès 2012.

Il naît le 17 avril 1999 à l'élevage de Mme Odile Paris, près de Saint-Lô, en France.
Il est monté par Kevin Staut à partir de 2008. En raison des relations houleuses entre Staut et le haras de Hus, ce dernier met en vente le Prestige St-Lois,.
En mai 2012, il est officiellement vendu aux écuries suisses de Thomas Fuchs, supposément pour Martin Fuchs, qui a perdu ses chevaux de tête,. Arrivé durant l'été, il est brièvement monté par Anna-Julia Kontio, puis re-vendu à Romain Duguet, dans ses écuries de Berne, à l'âge de 13 ans.

## Description
Le Prestige St-Lois est un hongre de robe baie, inscrit au stud-book du Selle français. Il dispose d'une grande force, mais est de fait difficile à canaliser. Kevin Staut le décrit comme un cheval avec une « personnalité incroyable », compétitif et très attachant. 

## Palmarès
- Avril 2012 : vainqueur du Grand Prix l'étape Global Champions Tour de Valence[3]

## Origines
Le Prestige St-Lois est un fils de l'étalon Selle français Quidam de Revel et de la jument Roxelane III, par Grand Veneur,